# Regeringen Kallio III

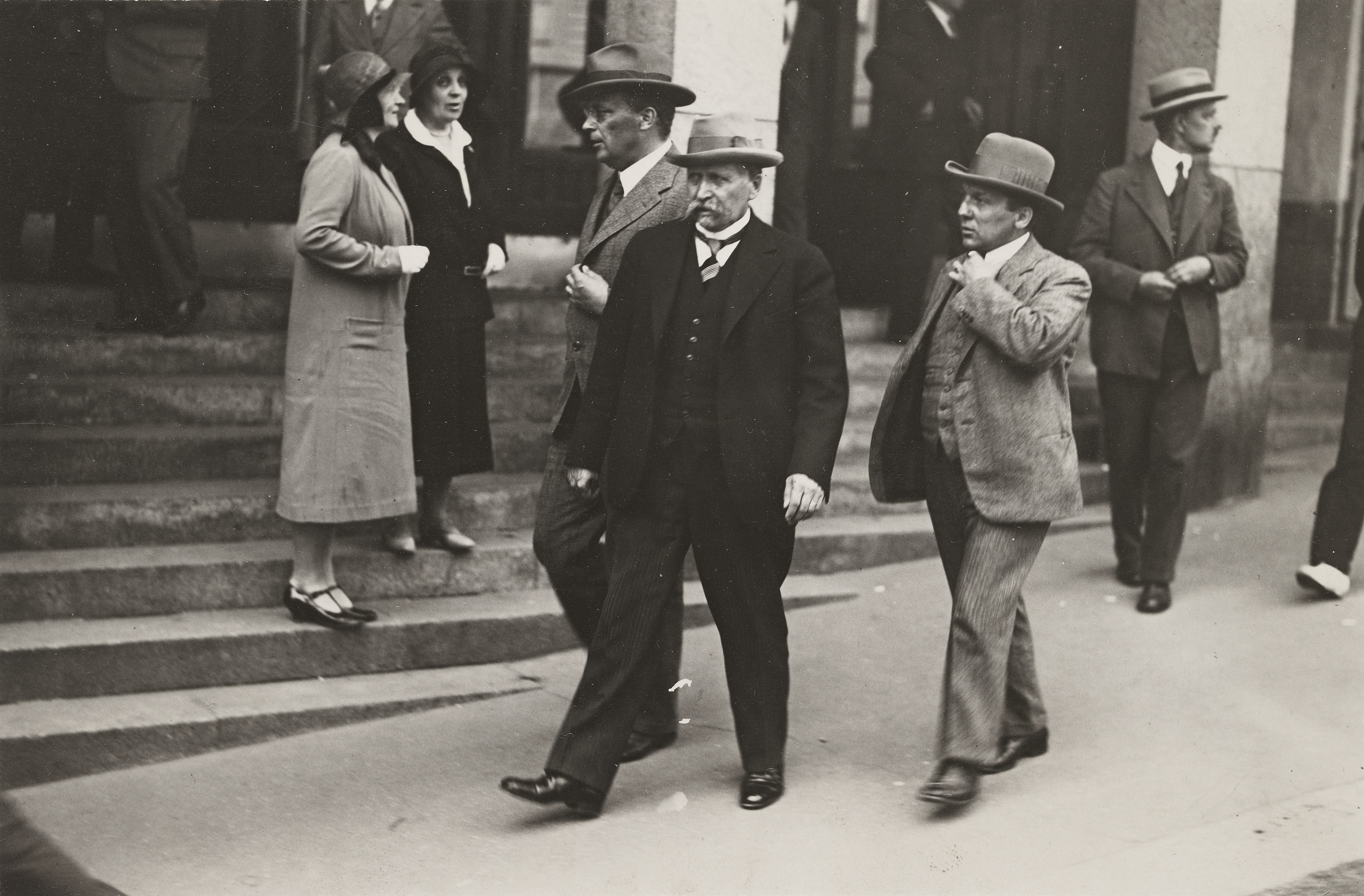
Statsminister Kallio och inrikesminister Linturi.

Regeringen Kallio III var det självständiga Finlands 17:e regering bestående av Agrarförbundet. Regeringen var en minoritetsregering. Alla ministrarna kom från ett och samma parti med undantag för fyra opolitiska fackministrar. Ministären regerade från 16 augusti 1929 till 4 juli 1930.
Kyösti Kallio tjänstgjorde som statsminister för tredje gången. Han fortsatte på sin antikommunistiska linje men med lagliga medel; han profilerade sig som övertygad demokrat. Den stora depressionen förde med sig utbrett missnöje. Moskvatrogna kommunister, som visserligen inte var tillåtna att forma ett politiskt parti, organiserade en storskalig strejkrörelse. Kallios tredje regering svarade med ny antikommunistisk lagstiftning men blev överraskad av den nya extremhögerns, Lapporörelsens, tillkomst. Till en början visade Kallio en viss förståelse för Lapporörelsen men tackade resolut nej till förfrågningar om att bli rörelsens ledare. Kallio fördömde dock Lapporörelsens våldsamma metoder och blev snabbt föremål för dess tilltagande kritik. Kallio, som länge hade varit känd som ledande antikommunist, fick i den förändrade situationen hotelser mot sitt liv från extremhögern. Läget blev alltmer svårhanterligt; kritik både från den politiska högern och från president Lauri Kristian Relander bidrog till regeringens fall.
| Minister                                                                 | Ämbetsperiod                      | Parti                           |
| ------------------------------------------------------------------------ | --------------------------------- | ------------------------------- |
| Statsminister Kyösti Kallio                                              | 16 augusti 1929 – 4 juli 1930     | Agrarförbundet                  |
| Utrikesminister Hjalmar J. Procopé                                       | 16 augusti 1929 – 4 juli 1930     | opolitisk (Svenska folkpartiet) |
| Justitieminister Elieser Kaila                                           | 16 augusti 1929 – 4 juli 1930     | opolitisk                       |
| Inrikesminister Arvo Linturi                                             | 16 augusti 1929 – 4 juli 1930     | opolitisk                       |
| Försvarsminister Juho Niukkanen                                          | 16 augusti 1929 – 4 juli 1930     | Agrarförbundet                  |
| Finansminister Tyko Reinikka                                             | 16 augusti 1929 – 4 juli 1930     | Agrarförbundet                  |
| Undervisningsminister Antti Kukkonen                                     | 16 augusti 1929 – 4 juli 1930     | Agrarförbundet                  |
| Jordbruksminister K.J. Ellilä                                            | 16 augusti 1929 – 4 juli 1930     | Agrarförbundet                  |
| Biträdande jordbruksminister Antti Junes                                 | 16 augusti 1929 – 4 juli 1930     | Agrarförbundet                  |
| Minister för kommunikationsväsendet och allmänna arbetena Jalo Lahdensuo | 16 augusti 1929 – 4 juli 1930     | Agrarförbundet                  |
| Handels- och industriminister Pekka Heikkinen                            | 16 augusti 1929 – 4 juli 1930     | Agrarförbundet                  |
| Socialminister Herman Paavilainen                                        | 27 augusti 1929 – 4 juli 1930     | opolitisk                       |
| Biträdande socialminister Juhani Leppälä                                 | 27 augusti 1929 – 4 juli 1930     | Agrarförbundet                  |
| Minister utan portfölj Juhani Leppälä                                    | 16 augusti 1929 – 27 augusti 1929 | Agrarförbundet                  |